# Charles Benoist (homme politique)
Pour les articles homonymes, voir Charles Benoist et Benoist.
Charles Claude Benoist est un homme politique français né le 28 janvier 1901 à Paris et décédé le 15 février 1988 à Crosne. Membre du Parti communiste français, il est maire de Villeneuve-Saint-Georges en 1946-1947, député de Seine-et-Oise de 1936 à 1940 et de 1945 à 1958.

## Biographie
Orphelin de père à l'âge de deux ans, il perd son beau-père, tué lors des combats en 1917, et doit travailler pour subvenir aux besoins de la famille. Après son service militaire, il entre comme chaudronnier à la SNCF en 1923 et travaille dans les ateliers de Villeneuve-Saint-Georges.
Membre du parti communiste à partir de 1925, il est aussi engagé dans le syndicalisme et devient secrétaire du syndicat des cheminots, et conseiller prud'homal à partir de 1929. Il est également membre de la commission exécutive de la fédération CGTU des Cheminots.
Candidat malheureux aux municipales de Melun en 1929, il est élu premier adjoint au maire de Villeneuve-Saint-Georges, Henri Janin, en 1935.
L'année suivante, il est élu député, sous les couleurs du Front populaire, dans la circonscription de Corbeil. 
Ayant refusé de désavouer le pacte germano-soviétique, il est arrêté le 8 octobre 1939, déchu de son mandat le 21 janvier 1940 et condamné le 3 avril 1940 par le 3e tribunal militaire de Paris à cinq ans de prison, 4 000 francs d'amende et cinq ans de privation de ses droits civiques et politiques.
Emprisonné à Maison Carrée à Alger à partir de 1941, il est libéré en 1943. Il reprend alors des responsabilités au sein du PCF et, à la Libération, retrouve son mandat de premier adjoint de Villeneuve-Saint-Georges. À la mort d'Henri Janin, il est élu maire, malgré les réticences exprimées par certains responsables communistes comme André Marty. En 1947, il n'est pas réélu.
Élu député en octobre 1945, il est ensuite constamment réélu jusqu'à la fin de la Quatrième république.
À l'Assemblée nationale, il intervient principalement sur les questions de transports, et plus particulièrement sur les problèmes des cheminots et de la SNCF, mais aussi, notamment après 1951, sur les questions de l'outre-mer.
Battu lors des élections législatives de 1958, il n'a plus ensuite d'activité politique notable.